# Bistum Harrisburg
Das Bistum Harrisburg (lateinisch: Dioecesis Harrisburgensis) ist eine in Pennsylvania in den Vereinigten Staaten gelegene römisch-katholische Diözese mit Sitz in Harrisburg.

## Geschichte
Papst Pius IX. gründete es am 3. März 1868 aus Gebietsabtretungen des Bistums Philadelphia und unterstellte es dem Erzbistum Baltimore als Suffragandiözese.
Am 12. Februar 1875 wurde es ein Teil der Kirchenprovinz des Erzbistums Philadelphia. Die Bezirke Lycoming County und Centre County verlor es am 30. Mai 1901 zugunsten der Errichtung des Bistums Altoona.
Im Februar 2020 meldete das Bistum Insolvenz an, da die Schadenersatzzahlungen an die Opfer sexuellen Missbrauchs nicht mehr geleistet werden konnten.

## Territorium
Das Bistum Harrisburg umfasst die Countys Adams, Columbia, Cumberland, Dauphin, Franklin, Juniata, Lancaster, Lebanon, Mifflin, Montour, Northumberland, Perry, Snyder, Union und York des Bundesstaates Pennsylvania.

## Bischöfe von Harrisburg
- Jeremiah Francis Shanahan (3. März 1868–24. September 1886)
- Thomas McGovern (6. Dezember 1887–25. Juli 1898)
- John Walter Shanahan (2. Januar 1899–19. Februar 1916)
- Philip Richard McDevitt (10. Juli 1916–11. November 1935)
- George Leo Leech (19. Dezember 1935–29. Oktober 1971)
- Joseph Thomas Daley (19. Oktober 1971–2. September 1983)
- William Henry Keeler (10. November 1983–11. April 1989, dann Erzbischof von Baltimore)
- Nicholas Carmen Dattilo (21. November 1989–5. März 2004)
- Kevin Carl Rhoades (14. Oktober 2004–14. November 2009, dann Bischof von Fort Wayne-South Bend)
- Joseph Patrick McFadden (22. Juni 2010–2. Mai 2013)
- Ronald William Gainer (24. Januar 2014–25. April 2023)
- Timothy Senior (seit 25. April 2023)